# Verbandsgemeinde Altenahr
Altenahr é uma Verbandsgemeinde do distrito de Ahrweiler, Renânia-Palatinado, Alemanha. A sede é o município de Altenahr.
A Verbandsgemeinde Altenahr consiste nos seguintes municípios:
1. Ahrbrück
2. Altenahr
3. Berg
4. Dernau
5. Heckenbach
6. Hönningen
7. Kalenborn
8. Kesseling
9. Kirchsahr
10. Lind
11. Mayschoß
12. Rech